# Kaliningrad Amber Hawks 2022
Questa voce raccoglie le informazioni riguardanti i Kaliningrad Amber Hawks nelle competizioni ufficiali della stagione 2022.

## Roster
| Roster dei Kaliningrad Amber Hawks (2022) |
| --- |
| Quarterback - 1 Ėduard Mamaev Running Back - Evgenij Glibanov - Georgij Nomerovskij FB - 25 Rustem Blėk - 55 Pavel Fedotov Wide Receiver - Sergej Kuz'min - Nikita Nikarjuk - Artëm Seryj - 11 Igor' Surikov - 21 Andrej Ptachin Tight End - Igor' Margačev Offensive Linemen - Aleksej Bachurov G - Gleb Berežinskij C - Aleksandr Višnevskij G - Sergej Knjazev OT - Michail Romaškov G - 62 Dmitrij Adamovič G - 66 Igor' Tekorius OT - 73 Pavel Siprov OT - 77 Anton Koževnikov C Defensive Linemen - Ivan Mazovka DT - Vadim Prokošin DE - Vadim Tjala DT Linebacker - Il'ja Gapanovič - Vladimir Korolëv - Artur Chochlov - 57 Gleb Sevost'janov - 88 Denis Roška Defensive Back - Sergej Gural'nik CB - Aleksej Zagora CB - Artem Rešetov FS - Denis Tarasov CB - Kirill Tišin FS - Michail Fedoseev CB - Aleksej Černikov CB - 23 Nikolaj Šuranov SS - 25 Sergej Nečeporenko CB Special Team - Gor Varašakian |

## EESL Pervaja Liga 2022

### Stagione regolare
| Podol'sk 21 maggio 2022, ore 15:00 2ª giornata | Podolsk Vityaz | 36 – 0 (8-0 8-0 14-0 6-0) referto | Kaliningrad Amber Hawks | Centro di allenamento dello stadio Trud\| Arbitro: \| Čechov \| |
| Arbitro:                                       | Čechov         |                                   |                         |                                                                 |

| Kaliningrad 4 giugno 2022, ore 16:00 3ª giornata | Kaliningrad Amber Hawks | 12 – 49 (0-14 6-14 0-7 6-14) referto | Spartak Bryansk | Stadion Sel'ma\| Arbitro: \| D. Zacharov \| |
| Arbitro:                                         | D. Zacharov             |                                      |                 |                                             |

| Brjansk 2 luglio 2022, ore 14:00 5ª giornata | Spartak Bryansk | 15 – 0 (0-0 0-0 3-0 12-0) referto | Kaliningrad Amber Hawks | Stadion Spartak\| Arbitro: \| Čechov \| |
| Arbitro:                                     | Čechov          |                                   |                         |                                         |

| Kaliningrad 23 luglio 2022, ore 16:30 7ª giornata | Kaliningrad Amber Hawks | 22 – 6 referto | Podolsk Vityaz | Stadion Sel'ma\| Arbitro: \| Čechov \| |
| Arbitro:                                          | Čechov                  |                |                |                                        |

## Statistiche di squadra
| Competizione      | %Vittorie | In casa | In casa | In casa | In casa | In casa | In casa | In trasferta | In trasferta | In trasferta | In trasferta | In trasferta | In trasferta | Totale | Totale | Totale | Totale | Totale | Totale |
| Competizione      | %Vittorie | G       | V       | N       | P       | Pf      | Ps      | G            | V            | N            | P            | Pf           | Ps           | G      | V      | N      | P      | Pf     | Ps     |
| ----------------- | --------- | ------- | ------- | ------- | ------- | ------- | ------- | ------------ | ------------ | ------------ | ------------ | ------------ | ------------ | ------ | ------ | ------ | ------ | ------ | ------ |
| Stagione regolare | .250      | 2       | 1       | 0       | 1       | 34      | 55      | 2            | 0            | 0            | 2            | 0            | 51           | 4      | 1      | 0      | 3      | 34     | 106    |
| Totale            | .250      | 2       | 1       | 0       | 1       | 34      | 55      | 2            | 0            | 0            | 2            | 0            | 51           | 4      | 1      | 0      | 3      | 34     | 106    |

## Statistiche personali

### Marcatori
Mancano i dati dell'incontro Amber Hawks-Vityaz della 7ª giornata.
| Giocatore | Ruolo | TD rush | TD recv | TD int | TD p.ret | TD k.ret | TD oth | Xp1 | Xp2 | FG | Saf | Totale |
| --------- | ----- | ------- | ------- | ------ | -------- | -------- | ------ | --- | --- | -- | --- | ------ |
| Surikov   |       | 2       | 0       | 0      | 0        | 0        | 0      | 0   | 0   | 0  | 0   | 12     |